# Mara Carfagna
Maria Rosaria Carfagna, detta Mara (Salerno, 18 dicembre 1975), è una politica, ex modella e showgirl italiana, segretaria di Noi Moderati dal 27 marzo 2025.
Dopo aver lavorato per diversi anni come modella e come showgirl in alcuni programmi televisivi, è entrata in politica nelle file di Forza Italia, partito con il quale è stata eletta deputata nella XV, XVI, XVII e XVIII legislatura. Ha ricoperto le cariche di ministra per le pari opportunità nel governo Berlusconi IV (2008-2011) e di vicepresidente della Camera dei deputati dal 29 marzo 2018 al 15 febbraio 2021, quando è stata nominata ministra per il Sud e la coesione territoriale nel governo Draghi.
Inizialmente esponente conservatrice, è divenuta poi portavoce di un'area moderata legata alle posizioni più liberali del centro-destra. Dissentendo dalle decisioni assunte da Forza Italia nel luglio 2022 nel corso della crisi del governo Draghi, ha deciso di abbandonare il partito ed è entrata in Azione, partito con cui si è candidata alle elezioni politiche, venendo rieletta alla Camera.

## Biografia

### Infanzia e attività di showgirl
Nasce nel 1975 a Salerno da Salvatore Carfagna, docente di italiano e storia, nonché futuro militante di Forza Italia, e Angela Bianculli, di Moliterno (PZ), comune dove la famiglia ha vissuto fino al 1981, anno in cui si trasferisce a Napoli. Si diploma in ballo al Teatro di San Carlo, consegue la maturità presso il liceo scientifico "Giovanni da Procida" di Salerno, dove nell'età scolare studia anche recitazione, e per dieci anni si dedica allo studio del pianoforte in conservatorio. Dopo il liceo si trasferisce a New York per continuare a perfezionarsi come ballerina.
Nel 1997 viene eletta Miss Prima dell'anno e può partecipare direttamente alle finali di Miss Italia, dove si classifica al sesto posto e consegue i titoli di Miss Cinema e Miss TV Sorrisi e Canzoni. Subito dopo, è una delle co-presentatrici dell'edizione 1997-1998 di Domenica in, condotta da Fabrizio Frizzi. Contemporaneamente studia Giurisprudenza presso l'Università degli Studi di Salerno e si laurea nel 2001, con votazione 110 e lode, discutendo una tesi in Diritto dell'informazione nel sistema radiotelevisivo.
Dal 2000 al 2004, in qualità di co-conduttrice, prende parte al programma televisivo La domenica del villaggio, condotto da Davide Mengacci. Dall'autunno 2004 alla sua elezione in Parlamento (aprile 2006), conduce Piazza grande con Giancarlo Magalli e Fiordaliso. Inoltre, fa parte del cast dei programmi televisivi I cervelloni (nel 1996) e Vota la voce. Nel luglio del 2001 Mara Carfagna compare sulla rivista Maxim.

### Carriera politica

#### Gli inizi
Si avvicina alla politica nel 2004, diventando coordinatrice del movimento femminile interno di Forza Italia in Campania. Prima di entrare nel partito di Silvio Berlusconi, ha dichiarato di aver votato per il Movimento Sociale Italiano. Alle elezioni politiche del 2006 viene candidata alla Camera dei deputati, tra le liste di Forza Italia nella circoscrizione Campania 2 in quarta posizione, risultando eletta deputata. La candidatura e successiva elezione della Carfagna alla Camera sollevarono varie polemiche, anche all'interno del partito stesso. Nella XV legislatura della Repubblica è stata componente e segretaria della 1ª Commissione Affari costituzionali, della Presidenza del consiglio e interni.
Nel gennaio 2007, in occasione della consegna dei Telegatti, riferendosi a lei Silvio Berlusconi affermò: «Se non fossi già sposato, la sposerei immediatamente». Il commento provocò la reazione della moglie Veronica Lario che, tramite una lettera aperta inviata al quotidiano La Repubblica due giorni dopo, pretese pubbliche scuse dal consorte, suscitando un dibattito nazionale.
Nell'ottobre 2007 viene nominata Coordinatrice Nazionale di Azzurro Donna. Alle elezioni politiche del 2008 viene ricandidata alla Camera nella medesima circoscrizione al terzo posto della lista del Popolo della Libertà (PdL), risultando rieletta. Nel corso della XVI legislatura ha fatto parte della 12ª Commissione Affari Sociali (2008-2012), venendo sostituita da Benedetto Francesco Fucci per l'incarico di governo che occupa, e della 2ª Commissione Giustizia (2012-2013).

#### Ministra nel governo Berlusconi IV
Con la vittoria di Berlusconi e del centro-destra per la terza volta alle politiche del 2008, l'8 maggio 2008 diventa ministro per le pari opportunità nel quarto governo Berlusconi giurando nelle mani del Presidente della Repubblica Giorgio Napolitano. Mantiene l'incarico fino alla fine dell'esecutivo il 16 novembre 2011.
Alle elezioni regionali in Campania del 2010 si candida col PdL, a sostegno del deputato PdL ed ex ministro Stefano Caldoro, risultando eletta nel collegio di Napoli in consiglio regionale della Campania come la più votata di tutti i tempi con 55.881 preferenze, ma rinuncia al ruolo per rimanere deputata e ministra.
Il 19 novembre 2010 annuncia la sua intenzione di rassegnare le dimissioni da ministra e deputata, nonché di uscire dal PdL stesso, per dissidi con i vertici campani del partito, in particolare con il coordinatore regionale Nicola Cosentino e il deputato e presidente della Provincia di Salerno Edmondo Cirielli nella gestione della crisi dei rifiuti in Campania e riguardo la costruzione dei termovalorizzatori di Napoli e Salerno, oltre agli "attacchi volgari e maligni" ricevuti da esponenti del PdL, in particolare Giancarlo Lehner, Alessandra Mussolini e Mario Pepe. Il 24 novembre tuttavia il proposito viene ritirato, a seguito di un colloquio col presidente Berlusconi e dopo che il governo ha recepito le sue richieste sulla vicenda.

##### Provvedimenti interni
È stata la principale promotrice della legge, introdotta dal decreto Maroni nell'articolo n. 7, che ha riconosciuto anche nel codice italiano il reato di stalking. La norma introduce nel codice penale l'articolo 612-bis, dal titolo "atti persecutori", che al comma 1 recita:
A ciò si aggiungono alcune norme accessorie, ossia: l'aumento di pena in caso di recidiva o se il soggetto perseguitato è un minore; il fatto che lo stalking costituisca un'aggravante in caso di omicidio e violenza sessuale; la possibilità di ricorrere alle misure di indagine previste per i reati più gravi, quali le intercettazioni telefoniche e gli incidenti probatori finalizzati ad acquisire le testimonianze di minori. Il decreto qualifica questo genere di reato come perseguibile a seguito di querela di parte, potendosi procedere d'ufficio solo in situazioni di particolare gravità.
Ha promosso una campagna di comunicazione contro la violenza sulle donne e lo stalking, reato che era appena stato introdotto nell'ordinamento italiano. Nel 2008 ha lanciato una campagna per la sensibilizzazione dell'opinione pubblica sulle mutilazioni genitali femminili finanziata dal Dipartimento per le pari opportunità. Nel 2009 realizza la campagna "Nessuna differenza", la prima campagna contro l'omofobia e contro la violenza basata sull'orientamento sessuale mai realizzata da un governo italiano. Alla presentazione dello spot alla stampa, dentro la sala stampa di Palazzo Chigi, partecipa la deputata PD Anna Paola Concia.

##### Attività internazionale
Nel marzo 2009 sottoscrive la campagna ONU "Say NO to violence against women", lanciata da UNIFEM per sostenere il Segretario Generale nel conseguimento dell'obiettivo dell'eradicazione della violenza contro le donne entro il 2015 e a marzo 2010 interviene alla 54ª sessione della Commissione sulla Condizione Femminile a 15 anni dalla Dichiarazione internazionale di Pechino per la parità dei sessi.
Il 24 febbraio 2011 interviene in occasione del dibattito generale della 55ª sessione della Commissione sulla condizione femminile illustrando gli interventi di carattere economico, politico, e legislativo approvati dall'Italia, finalizzati alla promozione e al consolidamento del principio di pari opportunità.

#### Deputata e consigliera comunale di Napoli

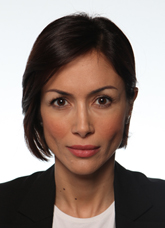
Mara Carfagna rieletta alla Camera nel 2013

Alle elezioni politiche del 2013 si ricandida alla Camera, come capolista del PdL nella circoscrizione Campania 2, venendo eletta per la terza volta deputata. Nella XVII legislatura della Repubblica è stata portavoce del gruppo parlamentare «Forza Italia-Il Popolo della Libertà-Berlusconi Presidente», componente della commissione parlamentare antimafia, della 3ª Commissione Affari esteri e comunitari, del Comitato permanente Africa e questioni globali, del Comitato permanente sui diritti umani e del Comitato permanente sull'attuazione dell'agenda 2030 e gli obiettivi di sviluppo sostenibile.
Il 16 novembre 2013, con la sospensione delle attività del PdL, aderisce alla rinascita di Forza Italia, diventandone il successivo 24 marzo 2014 membro del Comitato di presidenza. Nello stesso anno la rivista statunitense "Sportrichlist" la classifica al primo posto nella top ten dei più affascinanti politici del mondo.
In vista delle elezioni amministrative del 2016 si candida al consiglio comunale di Napoli, come capolista di Forza Italia a sostegno del candidato sindaco di centro-destra Gianni Lettieri, risultando eletta consigliera comunale, come la più votata in assoluto con 6.109 preferenze, e rimanendo in carica fino a quando si dimette il 12 novembre 2020.

#### Vicepresidente della Camera dei deputati

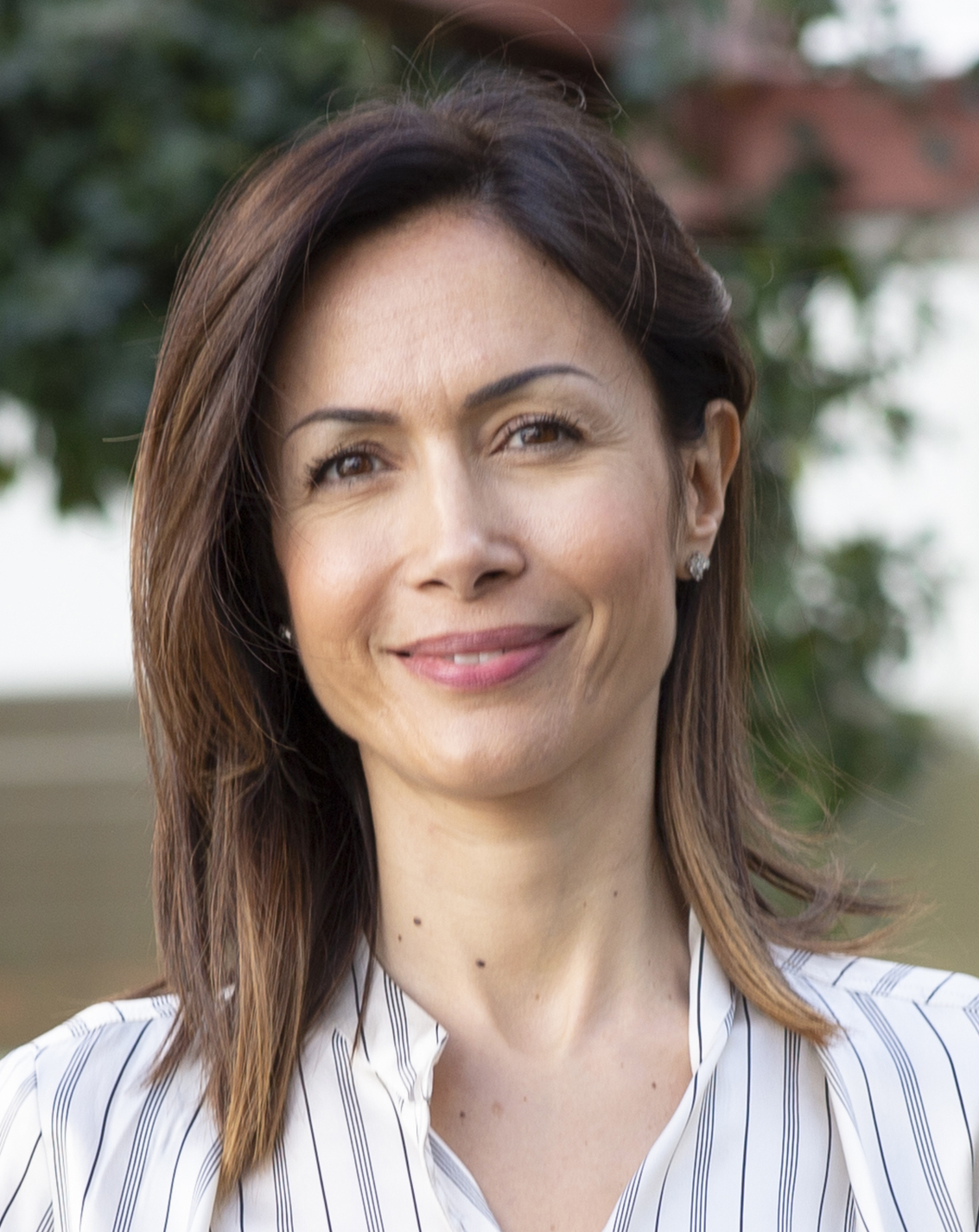
Mara Carfagna all'Università degli Studi di Milano-Bicocca nel 2019, per il ciclo "Donne e violenza"

Alle elezioni politiche del 2018 viene rieletta per la quarta volta alla Camera nelle liste di Forza Italia da capolista nel collegio plurinominale Campania 1 - 02. Il successivo 29 marzo 2018 viene eletta vicepresidente della Camera dei deputati con 259 voti a suo favore, la più votata. Nel suo intervento al momento dell'elezione afferma:
Il 25 novembre 2018, giornata promossa dall'ONU contro la violenza sulle donne, presenta a Montecitorio la campagna di sensibilizzazione da lei ideata #nonènormalechesianormale, che invita tutti a realizzare e a condividere sui propri account social un video o una foto contro i femminicidi. Grazie al coinvolgimento e sostegno di volti noti dello spettacolo, dello sport, della cultura, della politica e delle istituzioni il messaggio raggiunge tutto il paese, e il 23 maggio la campagna viene ripresa negli Stati Uniti diventando #ItsNotNormalThatItsNormal. L'ONU attraverso UN WOMEN, Ente per l'uguaglianza di genere e l'empowerment femminile, appoggia e aderisce alla campagna istituzionale. Il 13 marzo 2018 partecipa alla 63ª sessione della Commissione delle Nazioni Unite sulla condizione femminile in rappresentanza dell'Italia e della Camera intervenendo sul tema empowerment femminile, nel corso della giornata promossa dall'Unione interparlamentare e da 'Un-Women' dedicata alla parità di genere.
Il 3 aprile 2019 la Camera dei deputati approva l'emendamento aggiuntivo di Mara Carfagna al disegno di legge "Codice Rosso", che introduce in Italia il reato di matrimonio forzato, che fino ad allora era punito come maltrattamento secondo l'articolo 572 del codice penale, e l'istituzione di un fondo per le famiglie affidatarie di orfani di femminicidio.
In vista delle elezioni europee del 2019, a poche ore dalla scadenza dei termini di presentazione delle liste si rende protagonista di uno scontro nel partito, dove si parla di "golpe" della Carfagna in chiave anti-Tajani, che si candiderebbe nella circoscrizione Italia meridionale per tentare di rottamare per sempre Silvio Berlusconi e sfilargli la guida del partito, cui lei ha replicato "nessun golpe, sono a disposizione". Carfagna non è risultata tra i candidati nelle liste ufficiali di Forza Italia.
A giugno 2020, quando si è ritrovata a presiedere l'aula di Montecitorio, ha ripreso diverse volte il deputato e critico d'arte Vittorio Sgarbi per il mancato rispetto delle norme anti-COVID-19, minacciando di espellerlo dall'aula con l'ausilio dei questori. Sgarbi ha replicato con insulti rivolti alla deputata forzista Giusi Bartolozzi e Carfagna stessa, la quale lo fa espellere per le offese pronunciate e letteralmente portare via di peso dai commessi, essendosi Sgarbi ostinato a non uscire.

#### Coordinatrice di Forza Italia eVoce Libera
Il 19 giugno 2019 Berlusconi sceglie Carfagna e il presidente della Regione Liguria Giovanni Toti, durante una riunione congiunta dei gruppi parlamentari forzisti, come coordinatori di Forza Italia: avranno la responsabilità di coordinare l'organizzazione del partito, sulla base delle indicazioni di Berlusconi, e di curare anche il coordinamento di un gruppo al quale verrà affidato l'incarico di redigere una proposta di modifica statutaria da presentare al congresso nazionale. Tuttavia il successivo 1º agosto Berlusconi decide di nominare un nuovo coordinamento di presidenza, composto da Carfagna, Anna Maria Bernini, Mariastella Gelmini, Sestino Giacomoni e Antonio Tajani, che andrà a sostituire i due coordinatori; tuttavia Carfagna non accetta l'incarico, affermando: "(…) non farò parte del comitato di liquidazione".
Nei mesi successivi rifiuta la "corte" di Matteo Renzi (Italia Viva), di Giovanni Toti (Cambiamo!) e dei centristi Lorenzo Cesa e Gianfranco Rotondi e il 20 dicembre 2019 nella sala del Consiglio della Camera di Commercio di Roma presenta "Voce Libera", un'associazione interna a Forza Italia - con un comitato scientifico, un direttivo e un esecutivo - alla quale aderiscono diversi suoi colleghi parlamentari moderati e dell'Italia meridionale, oltre a Stefano Parisi, Antonio Martino come presidente onorario, il costituzionalista Alfonso Celotto e l'economista Carlo Cottarelli. Alla vigilia della presentazione di Voce Libera, Berlusconi ha sconfessato l'iniziativa, bollandola come "inutile e divisiva", ma Carfagna risponde: "Inutile? Non potevano farmi augurio migliore, lo dissero anche sulla legge sullo stalking"; e poi attacca: "Dimostreremo che non è così. Forza Italia? A forza di ultimatum, è più la gente che è andata fuori, che non quella che è rimasta dentro".

#### Ministro nel governo Draghi e addio a Forza Italia

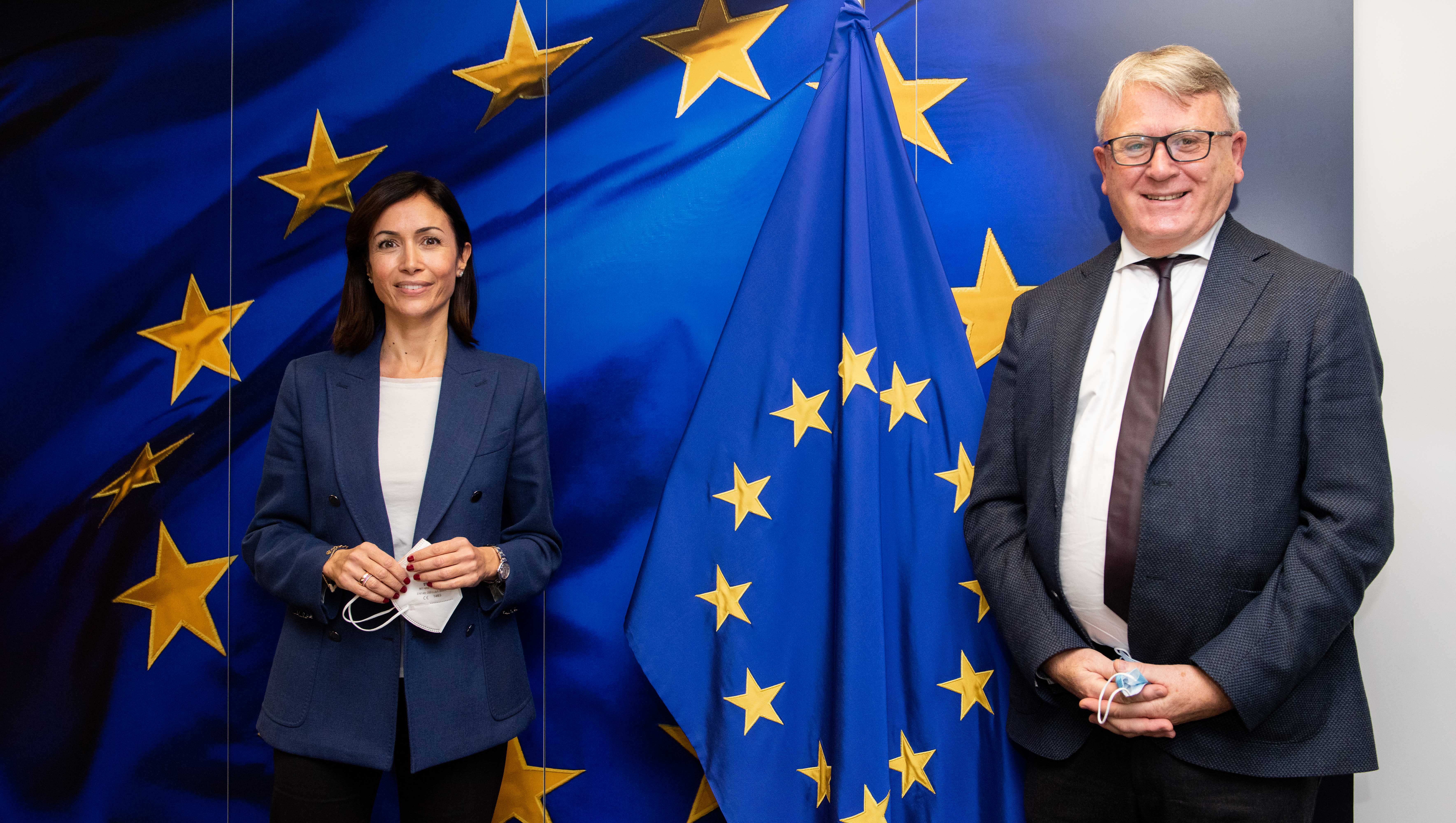
Carfagna col commissario europeo per il lavoro e i diritti sociali Nicolas Schmit nel 2021

Il 12 febbraio 2021 viene nominata ministro per il Sud e la coesione territoriale nel nascente governo di unità nazionale presieduto da Mario Draghi. Il giorno successivo presta giuramento al palazzo del Quirinale nelle mani del Presidente della Repubblica Sergio Mattarella, succedendo a Giuseppe Provenzano del PD. Una settimana prima del giuramento, Carfagna aveva intravisto nella formazione dell'esecutivo guidato da Draghi «una grande opportunità, non perdiamola».
Il 26 luglio 2022, a seguito della decisione di pochi giorni prima del gruppo parlamentare del Senato di Forza Italia di non votare la fiducia al governo Draghi, lascia il partito dopo quasi 20 anni di militanza politica. Pochi giorni dopo annuncia il proprio ingresso nel partito liberale di centro, Azione.

#### Presidente di Azione e ritorno nel centro-destra
Alle elezioni politiche anticipate del 2022 viene ricandidata alla Camera per Azione - Italia Viva sia nel collegio uninominale Campania 1 - 02 (Napoli-Fuorigrotta) che come capolista nei collegi plurinominali Campania 2 - 02, Puglia - 01, Puglia - 02, Puglia - 03 e Puglia - 04, venendo rieletta deputata nel plurinominale Puglia - 04, mentre nell'uninominale raccoglie il 7,1% dei voti e viene sconfitta dal candidato del Movimento 5 Stelle Sergio Costa (39,72%) e superata da quelli del centro-sinistra, in quota Impegno Civico-Centro Democratico, Luigi Di Maio (24,39%) e del centro-destra, in quota Noi Moderati, Mariarosaria Rossi (22,51%).
Il 19 novembre 2022 viene eletta presidente di Azione, durante l'assemblea nazionale del partito a Napoli con l'83,8% dei delegati.
Il 17 settembre 2024 Carfagna, in disaccordo con la leadership del partito riguardo l'adesione al centro-sinistra in vista delle elezioni regionali in Umbria, Emilia-Romagna e Liguria, decide di lasciare Azione, insieme a Mariastella Gelmini e Giusy Versace, per passare al gruppo misto e fondano il 25 settembre l'associazione Centro Popolare, con lo scopo di rafforzare l’area moderata e riformista del centro-destra attraverso un percorso fondativo con Noi Moderati.
Il 30 ottobre aderisce al gruppo parlamentare di Noi Moderati (Noi con l'Italia, Coraggio Italia, UDC e Italia al Centro)-MAIE-Centro Popolare.
Il 27 marzo 2025 viene nominata segretaria di Noi Moderati.

## Vita privata
Il 25 giugno 2011 sposa il costruttore romano Marco Mezzaroma, nipote di Roberto e Pietro Mezzaroma (padre di Massimo) e fratello di Cristina, moglie di Claudio Lotito; il testimone della sposa è stato Silvio Berlusconi, mentre quello dello sposo è stato Giuseppe De Mita, nipote di Ciriaco. I due si separano dopo circa un anno di matrimonio. Anni dopo, alla trasmissione televisiva Belve di Francesca Fagnani, Carfagna ha detto della relazione che è "una pagina chiusa, è stata una pagina dolorosa".
Il 26 ottobre 2020 è nata la sua prima figlia, Vittoria, avuta con Alessandro Ruben, ex deputato di Futuro e Libertà. La coppia, legata dal 2013, si è sposata a giugno 2024.

## Controversie

### Sugli omosessuali

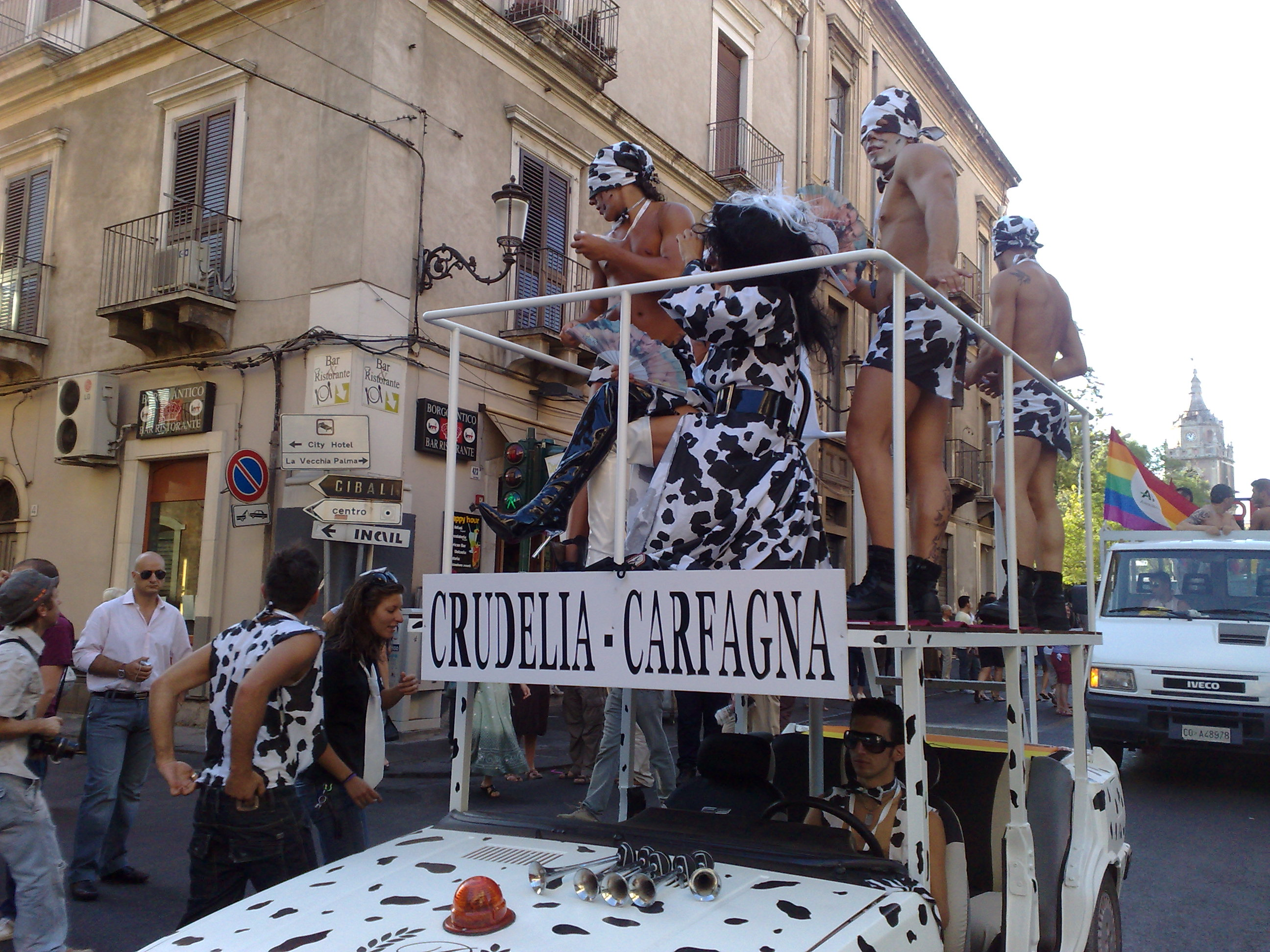
Carro contro Mara Carfagna durante il Gay pride del 2008 a Catania

Il 15 febbraio 2007 al seminario "Donna, vita e famiglia" da lei organizzato, afferma: «Non c'è nessuna ragione per la quale lo Stato debba riconoscere le coppie omosessuali, visto che costituzionalmente sono sterili» e che «per volersi bene il requisito fondamentale è poter procreare». Queste affermazioni suscitarono lo sdegno di molti esponenti della comunità LGBT, tra i quali l'allora deputata Vladimir Luxuria, che proporrà un parallelo tra le parole della Carfagna e una legge della Germania nazista «che prevedeva l'internamento degli omosessuali ritenuti socio-sabotatori perché non in grado di riprodursi». A sua difesa, la Carfagna affermerà che le sue parole erano una citazione di Francesco D'Agostino, ordinario di filosofia del diritto e membro della Pontificia Accademia per la Vita, che aveva definito le unioni omosessuali «costitutivamente sterili».

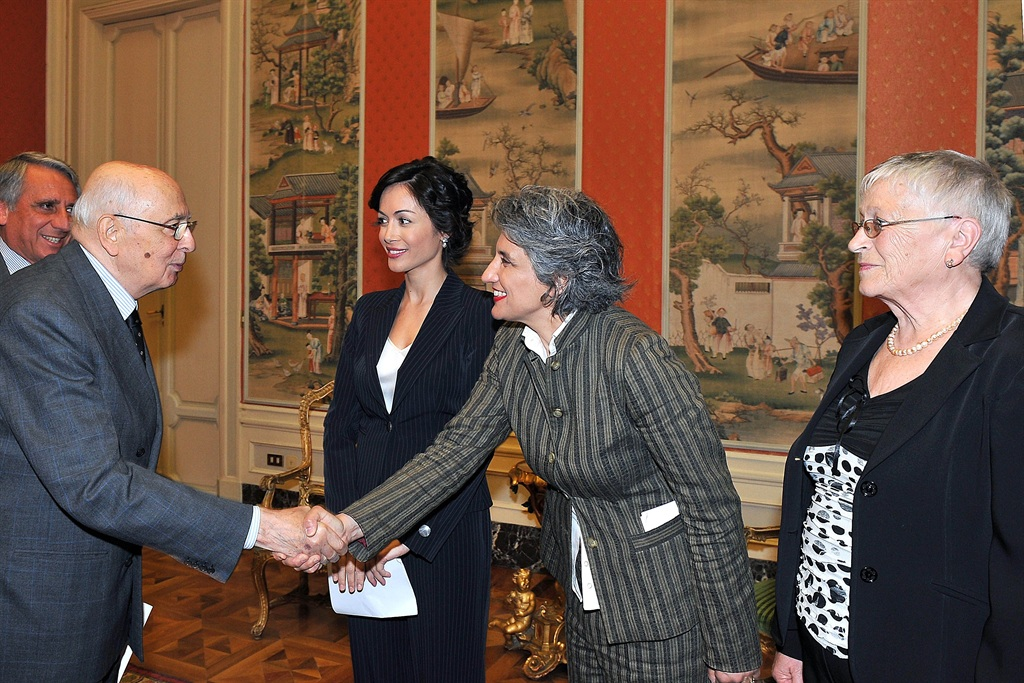
Mara Carfagna tra la deputata Anna Paola Concia e il Presidente della Repubblica Giorgio Napolitano al Quirinale in occasione della Giornata mondiale contro l'omofobia del 2010

Il 19 maggio 2008 rifiuta il patrocinio per il Gay Pride, diversamente da quanto fatto nel 2007 dalla ministra Barbara Pollastrini durante il secondo governo Prodi, sia pur limitatamente alle iniziative collaterali della manifestazione. Secondo la ministra «sono sepolti i tempi in cui gli omosessuali venivano dichiarati malati di mente. Oggi l'integrazione nella società esiste. Sono pronta a ricredermi. Ma qualcuno me lo deve dimostrare». Nel 2009 la ministra porta avanti alcune iniziative contro l'omofobia, lavorando con la deputata Paola Concia e con Luxuria, tra cui il patrocinio per una campagna pubblicitaria in cui viene condannata ogni forma di discriminazione sulla base dell'orientamento sessuale. Il 17 maggio 2010, durante la cerimonia in Quirinale in occasione della Giornata mondiale contro l'omofobia, la ministra si scusa pubblicamente per le affermazioni di due anni prima. In quell'occasione, ringrazia la deputata Anna Paola Concia per:
Nel maggio 2011 sostiene in Commissione giustizia la proposta di legge dell'on. Concia che prevedeva l'introduzione dell'aggravante per i reati basati sulla discriminazione in base all'orientamento sessuale, dichiarando:
andando contro la linea dettata dal PdL. Il 26 luglio 2011 si astiene alla Camera sulle pregiudiziali di costituzionalità presentate contro il disegno di legge Concia che aveva invece sostenuto in Commissione giustizia, provocando lo sdegno di Arcigay che si dice "delusa" dall'atteggiamento del Ministro.

### Allusioni con Silvio Berlusconi
Nel luglio 2008 la dirigente del Popolo della Libertà Margherita Boniver parla al quotidiano La Repubblica dell'esistenza di intercettazioni telefoniche su conversazioni «private» contenenti «di tutto e di più». Pochi giorni dopo, il giornale argentino El Clarín cita l'articolo di Repubblica e afferma che, "secondo la stampa", tra il Presidente del Consiglio e il Ministro per le pari opportunità vi sarebbe stato un colloquio riguardante prestazioni di natura sessuale. L'8 luglio 2008, dal palco del No Cav Day, Sabina Guzzanti fa riferimento alle presunte intercettazioni e afferma «tu non puoi mettere alle Pari opportunità una che sta lì perché t'ha succhiato l'uccello». Il 2 novembre 2008 il padre Paolo, allora senatore del Popolo della Libertà, scrive sul suo blog riguardo alla Carfagna: «È ammissibile o non ammissibile, in una democrazia ipotetica, che il capo di un governo nomini ministro persone che hanno il solo e unico merito di averlo servito, emozionato, soddisfatto personalmente?».
A tali dichiarazioni Mara Carfagna ha risposto prima chiedendo i danni alla Guzzanti e successivamente, il 3 novembre, annunciando di voler «presentare querela penale per diffamazione nei confronti di Paolo Guzzanti per quanto di falso da lui sostenuto nel suo blog e ripreso dal sito di Repubblica». Guzzanti ha risposto dichiarando che avrebbe chiamato a testimoniare politici, che avevano letto le intercettazioni e ritenevano credibile l'asserita relazione sessuale tra la Carfagna e il Premier. In seguito, però, lo stesso Guzzanti si è scusato con Mara Carfagna e la vicenda si è chiusa. Carfagna ha inoltre querelato il quotidiano La Repubblica per avere riportato alcune delle frasi di Sabina Guzzanti. Il 9 ottobre 2012 la Guzzanti viene condannata al risarcimento di 40 000 euro all'ex ministro per diffamazione.

## Riconoscimenti
- Miss Prima dell'Anno (1997)
- Miss Cinema 1997
- Premio Guido Carli, nel ventesimo anniversario della scomparsa dell'ex Governatore della Banca d'Italia[115]
- Italian Political Awards - menzione speciale per politiche a favore della parità di genere (2024)
- Premio Robert F. Kennedy - premio per il costante impegno in favore dei più vulnerabili (2021)
- Ambasciatrice Telefono Rosa[116]

## Opere
- Stelle a destra. Reggio Emilia, Aliberti, 2008. ISBN 88-7424-344-8